# バンクーバー海洋博物館

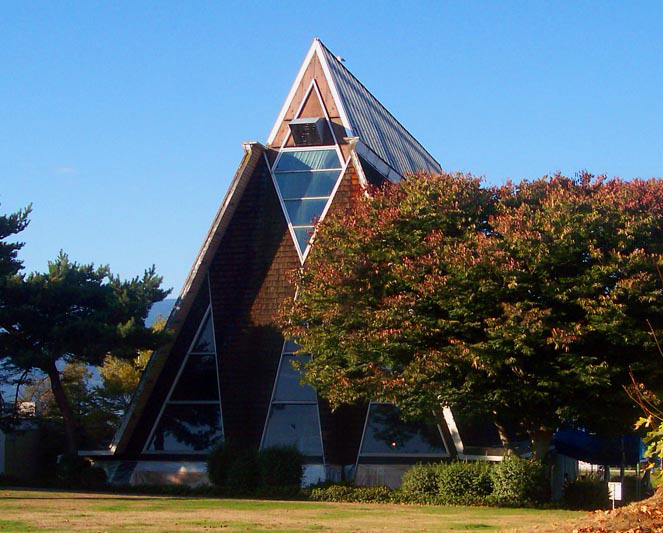
バンクーバー海洋博物館

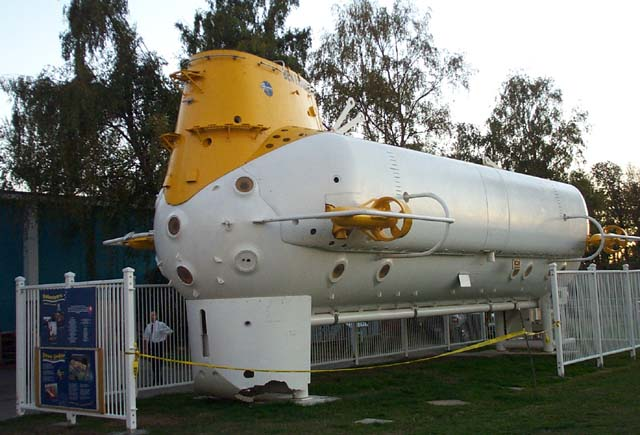
ベン・フランクリン (PX-15)

バンクーバー海洋博物館（Vancouver Maritime Museum）は、カナダのバンクーバーにある博物館。北アメリカ大陸一周の航海を初めて達成したセント・ロック号（1928年にカナダの重要文化財として指定された）をはじめとして、多くの帆船が収められている。